# Jacquemontia paniculata
Jacquemontia paniculata är en vindeväxtart som först beskrevs av N. L. Burman, och fick sitt nu gällande namn av Hallier f. Jacquemontia paniculata ingår i släktet Jacquemontia och familjen vindeväxter.

## Underarter
Arten delas in i följande underarter:
- J. p. lanceolata
- J. p. philippinensis
- J. p. tomentosa

## Bildgalleri

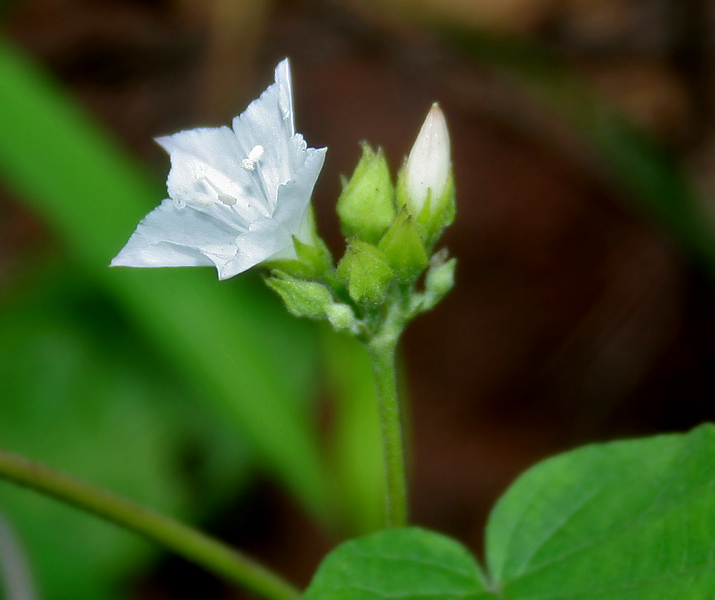
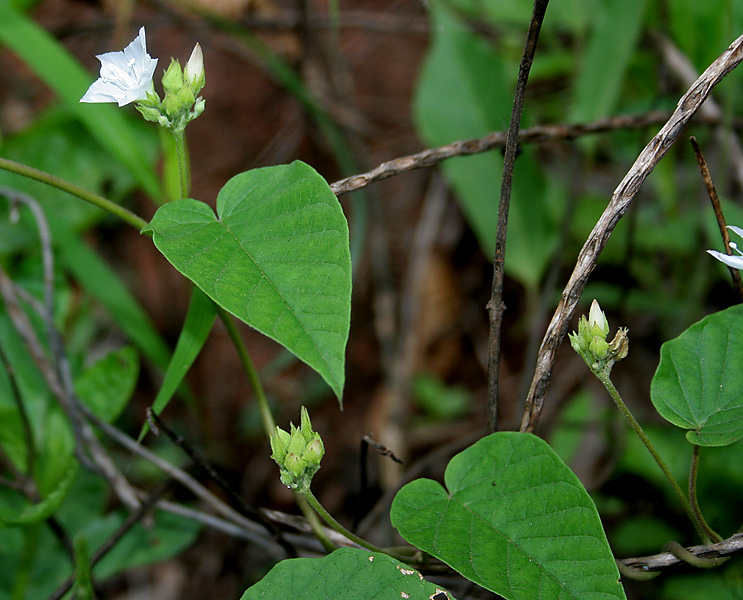
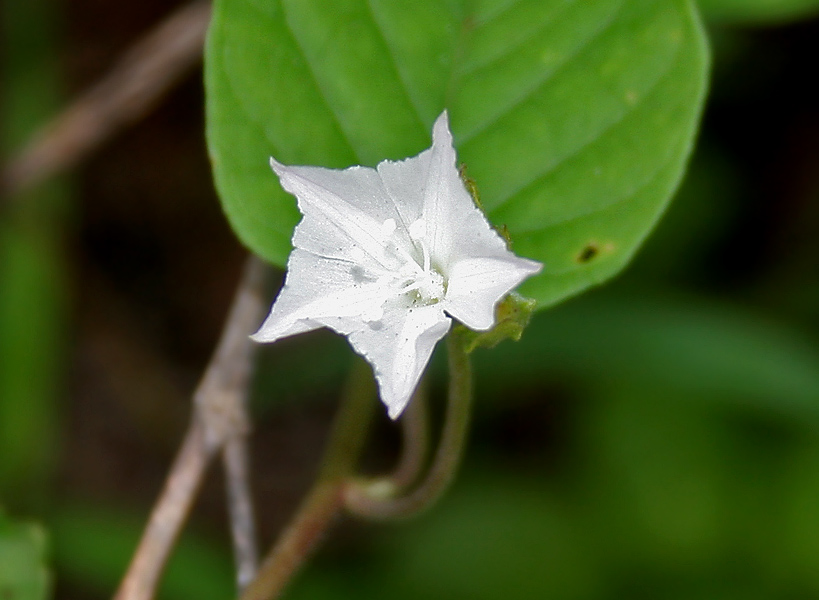